# Walkeria tremula
Walkeria tremula är en mossdjursart som beskrevs av Walter Douglas Hincks 1862. Walkeria tremula ingår i släktet Walkeria och familjen Walkeriidae. Inga underarter finns listade i Catalogue of Life.